# Raoul du Toit
Raoul du Toit é um ambientalista do Zimbabwe. Ele recebeu o Prémio Ambiental Goldman em 2011 pelos seus esforços na proteção do rinoceronte negro.